# Eutychianus
Eutychianus, född i Toscana, var påve från 4 januari 275 till sin död, 7 december 283. Han är ett helgon i Romersk-katolska kyrkan, med 8 december som sin festdag.

## Biografi
Några få dagar efter påve Felix I:s död, efterträddes han av Eutychianus, som regerade kyrkan från 4 januari 275 till 7 december 283. Inga detaljer om hans pontifikat finns bevarade. Riten att välsigna skördar tillskrivs honom av Liber Pontificalis, men det är ovedersägligt att denna härrör från en senare period. Påståendet i samma källa att han promulgerade regler för begravningen av martyrer och att han begravde flera av dem med sina egna händer, men detta har bara ett visst mått av erkännande, eftersom kyrkan en lång tid slapp undan från förföljelser efter kejsar Aurelianus död 275.
Det vore osannolikt om Eutychianus led martyrdöden. Den romerska kalendern från 300-talet nämner honom den 8 december i Depositio Episcoporum, men inte i listan över martyrer.
Hans kvarlevor placerades i det påvliga kapellet i Calixtus katakomber. När denna berömda krypta återupptäcktes, hittades Eutychianus epitaf, som utgörs av hans namn, EUTYCHIANOS EPIS(KOPOS) (med grekiska bokstäver). Hans festdag infaller den 8 december.